# Aad de Mos
Aad de Mos (La Haia, 27 de març de 1947) és un exentrenador de futbol neerlandès que va desenvolupar la seva carrera al llarg de pràcticament trenta anys.

## Trajectòria com a entrenador
- 1980-1985: Ajax d'Amsterdam
- 1986-1989: Y.R. K.V. Mechelen
- 1989-1992: RSC Anderlecht
- 1993-1995: PSV Eindhoven
- 1995-1996: Werder Bremen
- 1997-1998: Standard Liège
- 1998-1999: Real Sporting de Gijón
- 1999-2000: Urawa Red Diamonds
- 2000-2002: Y.R. K.V. Mechelen
- 2003-2004: Al-Hilal Al-Riyad
- 2004-2005: Selecció de futbol dels Emirats Àrabs Units
- 2006-2007: SBV Vitesse
- 2010: AO Kavala
- 2010: Sparta Rotterdam

## Palmarès
- 1 Recopa d'Europa (1988)
- 1 Supercopa d'Europa (1989)
- 3 Eredivisie (1982, 1983 i 1985)
- 2 Copa dels Països Baixos (1982 i 1983)
- 2 Lligues de la Primera Divisió de Bèlgica (1989 i 1991)
- 1 Copa de Bèlgica (1987)
- 1 Copa de l'Aràbia Saudita (2003)